# 2024年臺北燈節
2024臺北燈節（英語：2024 Taipei Lantern Festival）為在中華民國臺北市西門町一帶舉辦的臺北燈節，展期為2024年2月17日(六)至3月3日(日)每日17時至22時。
2024台北燈節分為西門、中華路、北門三大展區。「西門展區」在紅樓有主燈以及中山堂前有來自臺灣各地的競賽花燈，「中華路展區」有在地藝術家創作的燈飾與來自全球姊妹市的花燈，「北門展區」有動態光雕秀與祈福牆。
臺北市市長蔣萬安於17日出席2024年臺北燈節開幕記者會。
此外，臺北市政府觀光傳播局於燈節期間，利用台北便捷的大眾運輸推出多條「臺北悠遊行」行程，社會大衆可以邊賞燈邊逛台北。

## 西門展區
西門展區有主燈「城現光龍」、燈飾「魚躍西門」、「光年獸」、中山堂競賽燈區。

### 主燈

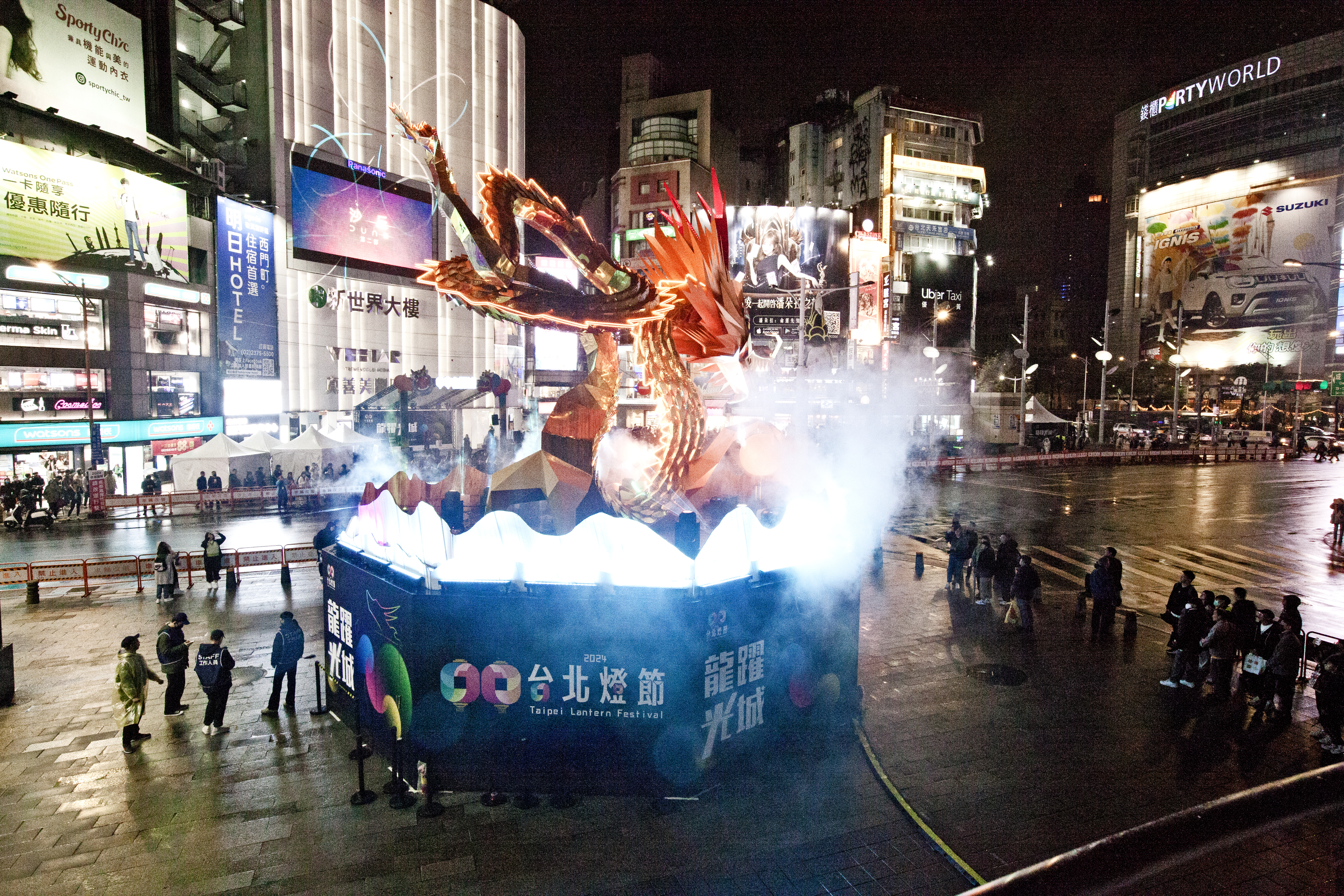
主燈「城現光龍」

- 城現光龍[6]，紙藝家杜清祥設計製作[7]，音樂製作人K6、蘇打綠成員劉家凱為主燈的展演製作全新的編曲[8]，該編曲結合西門町電影、歌仔戲等元素來凸顯文化傳承[9]。對於主燈「城現光龍」花費500萬設計，民進黨台北市議員洪婉臻說：「這是蟲還是龍，在設計方面一定是要秉持專業，可是如果設計出來的東西，不符合大家對於龍，要氣勢磅礡的一種感覺，我覺得這個主燈花500萬，是不是有點太讓人失望。」而民眾黨台北市議員黃瀞瑩說：「蔣萬安市長上任之後，不管是從邀請卡的設計，一直到跨年的國慶圍巾等等，都引起外界很多很多的評論，那至於這項主燈到底好不好看，或許就可以交給，市民朋友來做評斷。」[10]

### 中山堂競賽燈區
- 中山堂競賽燈區入口處有由松山慈惠堂提供的「龍臨四海，五福臨門。」大型龍門入口花燈[11]。
- 競賽燈區有親子組、國小組、國中組、高中職組和社會大專組所製作的花燈[12]。
- 競賽燈區裡面其中一位作者所創作的「眾神保庇（龍）平安」花燈被賞燈的民眾嫌很恐怖[13][14]卻意外爆紅，連台北市市長蔣萬安也親自來到現場與作品合照[15]，部份網友說「眾神保庇（龍）平安」花燈裡面的其中一個花燈像台中市市長盧秀燕[16]。
- 因性侵多名女子而入獄的李宗瑞，在獄中學習做花燈，其作品「普羅民遮慶繁榮」在2024年臺北燈節拿到特優[17]。

## 中華路展區
- 中華路展區有西門在地藝術家創作的「西門POWER」、以街舞為靈感創作的「武力全開」，呈現西門町歷史文化的「紅樓紀事」，以台北故事與龍而創作的燈籠天橋「龍騰四海」[18]。
- 西門POWER
- 武力全開
- 紅樓紀事-由燈節策展人劉治良、插畫藝術家李信慧ㄧ起創作，該作品先以插畫來呈獻，再金屬雷雕來完成，作品獲得義大利國際設計獎「A' Design Award」美術及藝術裝置設計類銀獎[19]。
- 龍騰四海

## 北門展區
- 北門展區有亮點燈組「圓方之間」、有與台北市友好的十六個城市展出該城市特色的「友好燈區」、還有靠觀燈民眾踩踏才能發電的「點亮永續地球」[20]。此外，北門展區還有臺北市萬華區福星國民小學和臺北市萬華區西門國民小學師生在孝字號天橋上共創的燈籠隧道「龍騰四海」[21]。

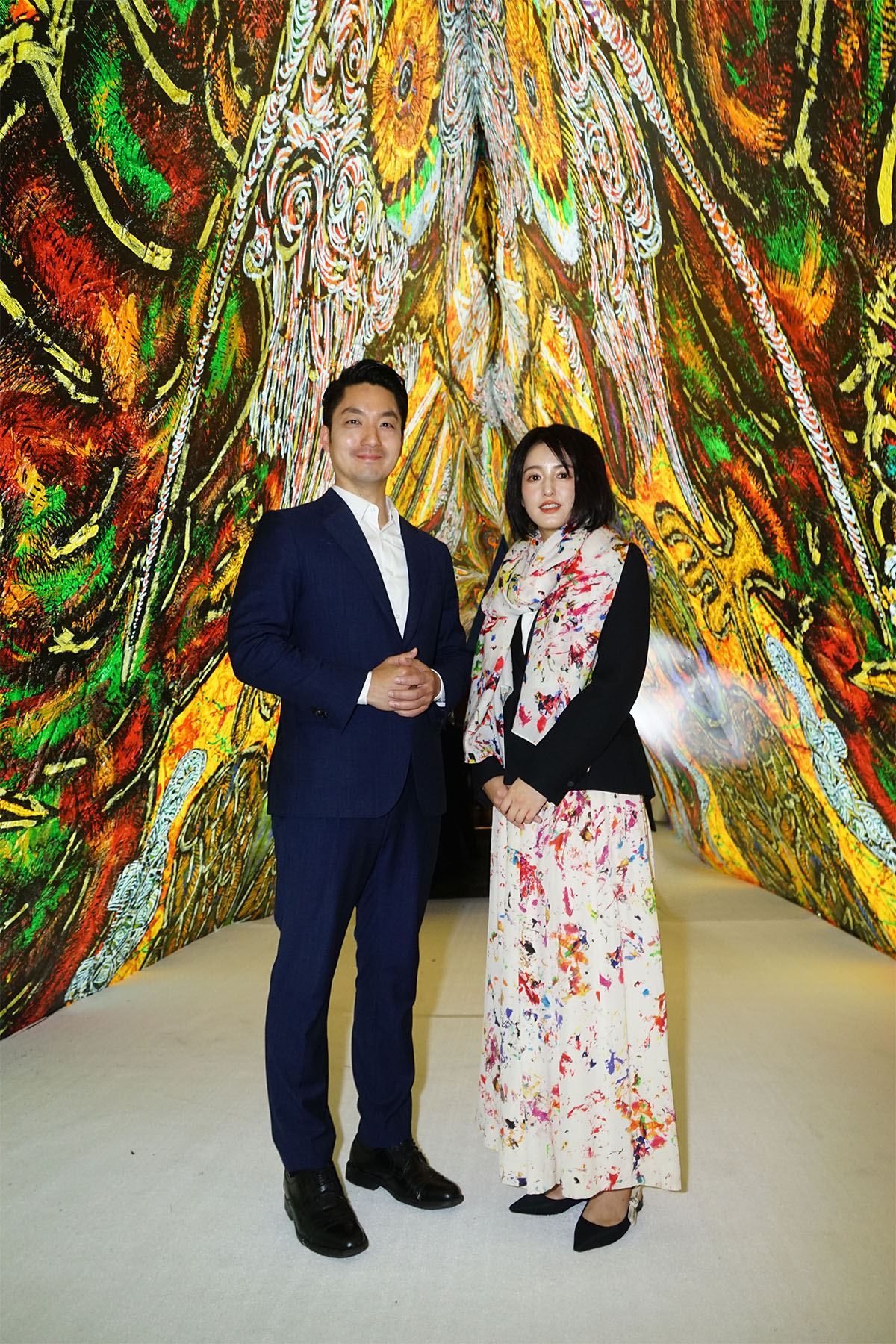
市長蔣萬安與小松美羽

- 世人皆可成龍-小松美羽的作品[22]市長蔣萬安與小松美羽。
- 圓方之間
- 友好燈區
- 點亮永續地球
- 龍騰四海

## 巡遊燈組
- 與歷屆的臺北不同的是2024年台北燈節首創巡遊燈組九小龍。由燈節工作人員踩著九小龍花燈腳踏車(囚牛、睚眥、嘲風、蒲牢、狻猊、霸下、狴犴、負屓、螭吻）繞燈區。[23]

## 閉幕
- 2024年台北燈節期間一般垃圾量一共清理56.662公噸、資源的回收量一共4.452公噸[24]。

## 政府出版品
- 113年1月，台北畫刊以「台北燈節巡禮，龍躍光城慶元宵。」為標題介紹2024年台北燈節[25]。